# Dendropsophus juliani
Dendropsophus juliani és una espècie de granota de la família dels hílids. És endèmica de Bolívia.
Els seus hàbitats naturals inclouen boscos tropicals o subtropicals secs i a baixa altitud i aiguamolls intermitents d'aigua dolça.